# بازیدیوم

نموداری که قارچ بازیدیومیست، ساختار آبشش‌مانند و بازیدیوم هاگ‌دار را در حاشیه آبشش نشان می‌دهد.

بازیدیوم (به انگلیسی: Basidium) یک ساختار میکروسکوپی تولیدکننده هاگ است که روی پرده‌های تناسلی اجسام زایشی قارچ‌های بازیدیومیست یافت می‌شود. به این اجسام میسلیوم ثالثیه نیز گفته می‌شود که نسخه‌های بسیار پیچ‌خورده میسلیوم‌های ثانویه هستند. وجود بازیدیا یکی از ویژگی‌های اصلی این سرده است. یک بازیدیوم معمولاً دارای چهار هاگ جنسی به نام بازیدیوسپور است. گاهی ممکن است این عدد دو یا حتی هشت باشد. هر هاگ تولیدمثلی در نوک شاخ یا شاخ باریکی به نام استریگما تولید می‌شود ج. sterigmata)، و با رشد کامل به زور از بدن خارج می‌شود.